# Arry (Moselle)
Pour les articles homonymes, voir Arry.
Arry est une commune française située dans le département de la Moselle, en région Grand Est. 

## Géographie
Le village, situé en amont de Metz, est perché sur les côtes de la Moselle.

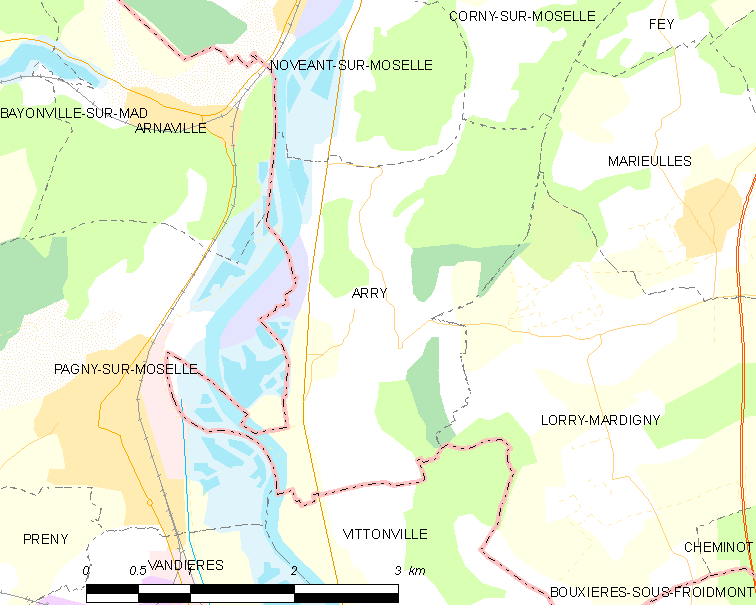
Carte de la commune.

| Arnaville (Meurthe-et-Moselle)         | Novéant-sur-Moselle, Corny-sur-Moselle | Marieulles     |
| Pagny-sur-Moselle (Meurthe-et-Moselle) | Arry                                   | Lorry-Mardigny |
|                                        | Vittonville (Meurthe-et-Moselle)       |                |

### Hydrographie
La commune est située dans le bassin versant du Rhin au sein du bassin Rhin-Meuse. Elle est drainée par la Moselle, Ru des Crux et le ruisseau de Vricholle.
La Moselle, d’une longueur totale de 560 kilomètres, dont 315 kilomètres en France, prend sa source dans le massif des Vosges au col de Bussang et se jette dans le Rhin à Coblence en Allemagne.

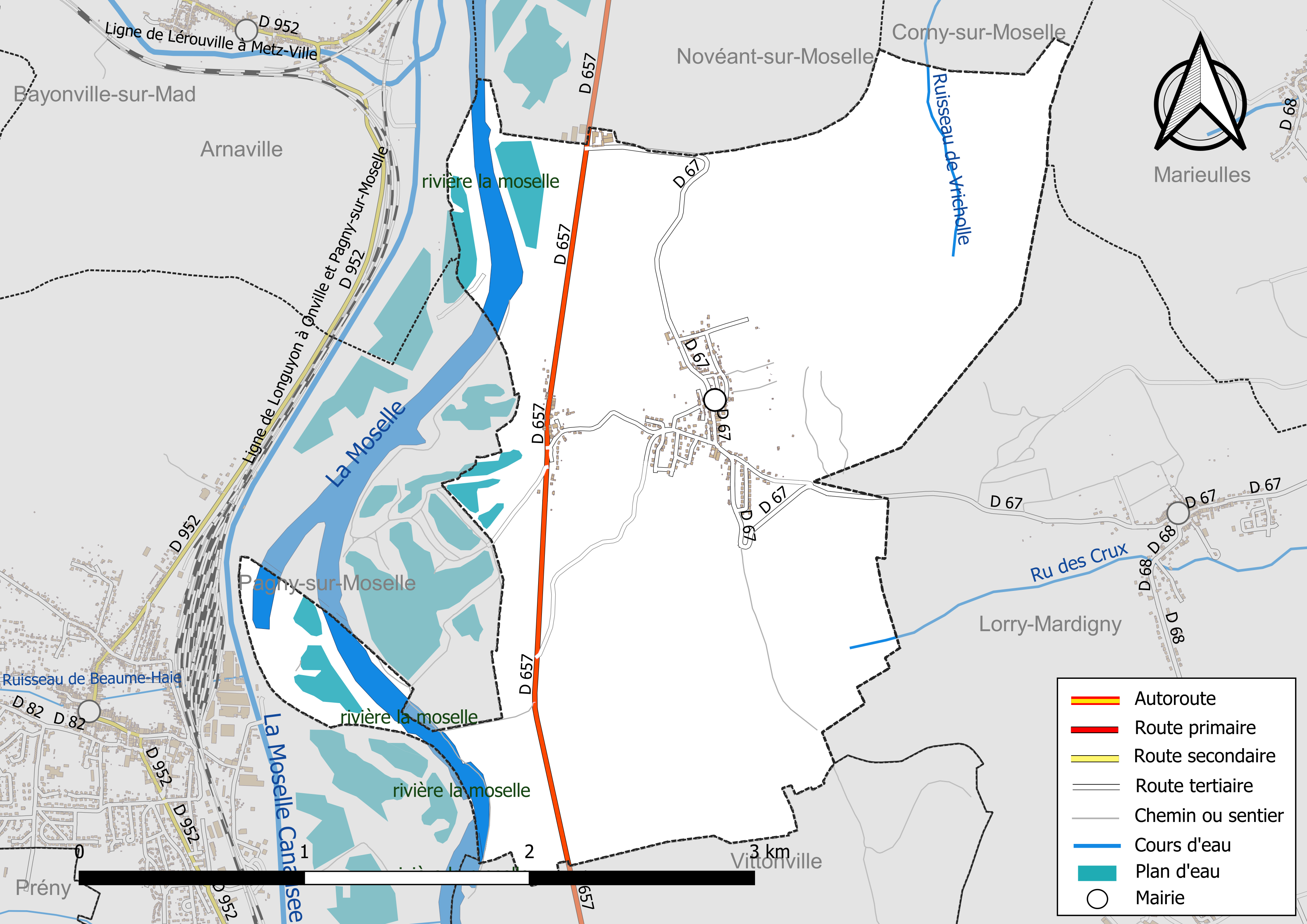
Réseaux hydrographique et routier d'Arry.

La qualité des eaux des principaux cours d’eau de la commune, notamment de la Moselle, peut être consultée sur un site spécial géré par les agences de l’eau et l’Agence française pour la biodiversité.

### Climat
Pour des articles plus généraux, voir Climat du Grand Est et Climat de la Moselle.
En 2010, le climat de la commune est de type climat de montagne, selon une étude du Centre national de la recherche scientifique s'appuyant sur une série de données couvrant la période 1971-2000. En 2020, Météo-France publie une typologie des climats de la France métropolitaine dans laquelle la commune est exposée à un climat semi-continental et est dans la région climatique Lorraine, plateau de Langres, Morvan, caractérisée par un hiver rude (1,5 °C), des vents modérés et des brouillards fréquents en automne et hiver.
Pour la période 1971-2000, la température annuelle moyenne est de 9,1 °C, avec une amplitude thermique annuelle de 17,2 °C. Le cumul annuel moyen de précipitations est de 802 mm, avec 12 jours de précipitations en janvier et 9,1 jours en juillet. Pour la période 1991-2020, la température moyenne annuelle observée sur la station météorologique de Météo-France la plus proche, « Metz-Frescaty », sur la commune d'Augny à 9 km à vol d'oiseau, est de 11,1 °C et le cumul annuel moyen de précipitations est de 713,5 mm. 
La température maximale relevée sur cette station est de 39,7 °C, atteinte le 25 juillet 2019 ; la température minimale est de −23,2 °C, atteinte le 17 février 1956,,.
Les paramètres climatiques de la commune ont été estimés pour le milieu du siècle (2041-2070) selon différents scénarios d'émission de gaz à effet de serre à partir des nouvelles projections climatiques de référence DRIAS-2020. Ils sont consultables sur un site spécial publié par Météo-France en novembre 2022.

## Urbanisme

### Typologie
Au 1er janvier 2024, Arry est catégorisée commune rurale à habitat dispersé, selon la nouvelle grille communale de densité à sept niveaux définie par l'Insee en 2022.
Elle est située hors unité urbaine. Par ailleurs la commune fait partie de l'aire d'attraction de Metz, dont elle est une commune de la couronne,. Cette aire, qui regroupe 245 communes, est catégorisée dans les aires de 200 000 à moins de 700 000 habitants,.

### Occupation des sols
L'occupation des sols de la commune, telle qu'elle ressort de la base de données européenne d’occupation biophysique des sols Corine Land Cover (CLC), est marquée par l'importance des territoires agricoles (48,3 % en 2018), en diminution par rapport à 1990 (54,5 %). La répartition détaillée en 2018 est la suivante : 
forêts (34 %), prairies (33,2 %), eaux continentales (11,4 %), terres arables (10 %), zones agricoles hétérogènes (5,1 %), zones urbanisées (4,8 %), zones humides intérieures (1,4 %), zones industrielles ou commerciales et réseaux de communication (0,1 %). L'évolution de l’occupation des sols de la commune et de ses infrastructures peut être observée sur les différentes représentations cartographiques du territoire : la carte de Cassini (XVIIIe siècle), la carte d'état-major (1820-1866) et les cartes ou photos aériennes de l'IGN pour la période actuelle (1950 à aujourd'hui).

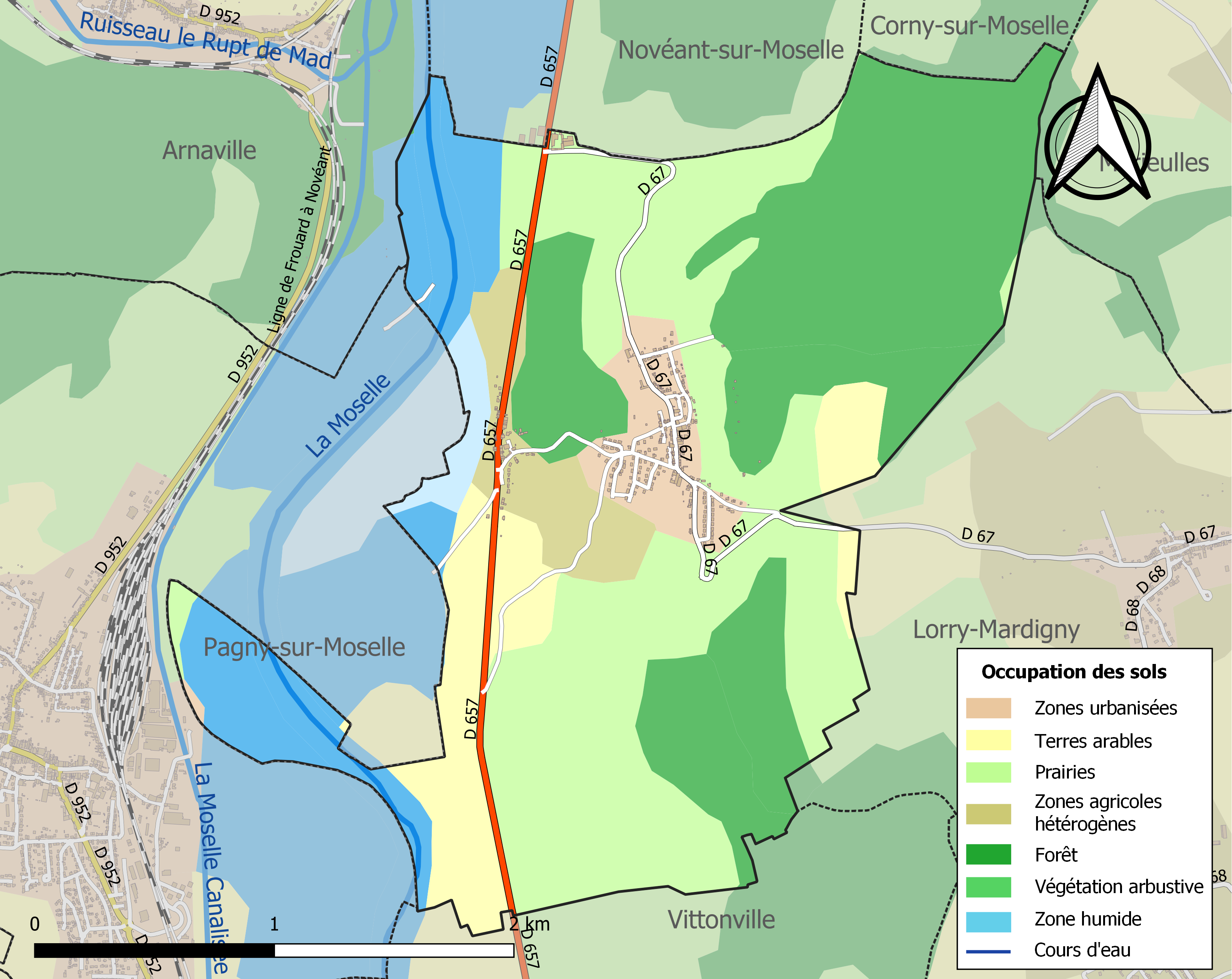
Carte des infrastructures et de l'occupation des sols de la commune en 2018 (CLC).

## Toponymie
- Areis (1130), Areium (1139), Arium (1192), Areies/Arey/Areis (1214), Aurey (1360), Arrey-sus-Mezelle (1385), Arey (1421), Airy (1424), Airey (1490), Ary (1544), Arrée (1594), Arrig (XVIIe siècle), Arraye (1691), Arryg (carte Cassini), Arry (1793).
- 1871-1915 : Arry, 1915-1918 : Arrich, 1940-1944 : Aringen.

### Sobriquet
Lés gossâds (Les goitreux) : on prétendait jadis que les eaux d'Arry donnaient le goitre.

## Histoire
- Village d'origine gallo-romaine mentionné pour la première fois en 608.
- Dépendance de l'abbaye de Gorze ;
- En 1443, après avoir ravagé plusieurs localités du pays messin, les « Écorcheurs » arrivèrent aux abords d'Arry et s'installèrent sur le ban de Voisage. Leur séjour dura huit jours pendant lesquels ils se livrèrent à tous les excès imaginables sur la population d'Arry et des villages voisins. Alliés à Robert de Commercy, alors en révolte contre le duc de Lorraine, les Écorcheurs quittèrent Arry en emportant le bétail et toute la population qu'ils lui vendirent[15].
- Rattaché à la principauté épiscopale de Metz jusqu'au 13e, puis au Barrois jusqu'au rattachement à la France en 1766.
- En 1817, Arry, village de l'ancienne province des Trois-Évêchés sur la rive droite de la Moselle avait pour annexes la ferme de Voisage et le hameau de la Lobe. À cette époque il y avait 477 habitants répartis dans 87 maisons.

### Empire allemand
Comme les autres communes de l'actuel département de la Moselle, Arry est annexée à l’Empire allemand de 1871 à 1918. La commune, rebaptisée Arrich, dépend de l'arrondissement de Metz-Campagne. Lorsque la Première Guerre mondiale éclate, les conscrits de Arrich se battent naturellement pour l’Empire allemand. Beaucoup de jeunes gens tomberont au champ d'honneur sous l’uniforme allemand. Arry servit alors de base arrière au Landwehr Infanterie Regiment nr. 30 qui combattait dans le secteur de Bouxières-sous-Froidmont. Sujets loyaux de l'Empereur, les Arrygeois accueillent cependant avec joie la fin des hostilités et la paix retrouvée. Arry redevient française.

### Seconde Guerre mondiale
Arry fut le théâtre de durs combats au cours de la bataille de Metz en septembre 1944, opposant le XXe corps de la IIIe armée américaine à la 462e division allemande appuyée par des éléments des 3e, 15e et 17e divisions blindées. Alors que la tête de pont de Dornot est évacuée le 10 septembre 1944, les Américains reprennent pied sur la rive ouest de la Moselle dans le secteur d’Arnaville sous la conduite du colonel Yuill, commandant le Xe Combat Team. Le 12 septembre, la contre attaque allemande, quoique prévisible, est brutale. Le 37e Panzer Grenadier Regiment de la XVIIe division blindée, le 8e Panzer Grenadier Regiment et la 103e Panzer-Abteilung de la IIIe division blindée et le 115e Panzer Grenadier Regiment de la XVe division blindée sont engagés aux côtés du bataillon Vogt de la 462e Infanterie-Division pour contenir la tête de pont d’Arnaville. L’artillerie de campagne allemande, soutenue par les batteries des forts Driant (Kronprinz) et Verdun (Haeseler), pilonne les troupes américaines. De son côté, l’artillerie américaine répond par un puissant tir de barrage, tirant plus de 5700 salves sur ce secteur. L’aviation américaine du 371e groupe TAC appuie ses troupes au sol, détruisant même, par un coup au but, une batterie du fort Verdun (Sommy) et des batteries lourdes situées près de Mardigny. Les régiments de PanzerGrenadier et le bataillon Vogt supportent de lourdes pertes. Plus de dix Panzers et plusieurs half-tracks allemands furent détruits ce 12 septembre 1944. Au cours de ces combats, l'ancien village de laboureurs et de vignerons fut détruit à 85 % par les bombardements américains. Cet épisode tragique pour les habitants d’Arry et des villages voisins marqua profondément les mémoires.

## Politique et administration
| Période                                  | Période   | Identité         | Étiquette | Qualité                     |
| ---------------------------------------- | --------- | ---------------- | --------- | --------------------------- |
| Les données manquantes sont à compléter. |           |                  |           |                             |
| 1962                                     | 1971      | André Berche     |           | Industriel                  |
| 1971                                     | 1983      | Guy Menuat       |           | Général de brigade          |
| 1983                                     | 2001      | Bernard Jager    |           | Directeur de société        |
| mars 2001                                | mars 2008 | Serge Care-Colin |           | Ingénieur                   |
| mars 2008                                | juin 2020 | Arthur Minello   |           | Directeur d'agence bancaire |
| juin 2020                                | En cours  | Philippe Varnier |           | Ouvrier Industriel          |

## Démographie
Les habitants sont nommés les Arrygeois.
L'évolution du nombre d'habitants est connue à travers les recensements de la population effectués dans la commune depuis 1793. Pour les communes de moins de 10 000 habitants, une enquête de recensement portant sur toute la population est réalisée tous les cinq ans, les populations de référence des années intermédiaires étant quant à elles estimées par interpolation ou extrapolation. Pour la commune, le premier recensement exhaustif entrant dans le cadre du nouveau dispositif a été réalisé en 2007.

En 2022, la commune comptait 532 habitants, en évolution de −2,39 % par rapport à 2016 (Moselle : +0,52 %, France hors Mayotte : +2,11 %).
| 1793 | 1800 | 1806 | 1821 | 1836 | 1841 | 1861 | 1866 | 1871 |
| ---- | ---- | ---- | ---- | ---- | ---- | ---- | ---- | ---- |
| 451  | 452  | 477  | 427  | 477  | 510  | 408  | 436  | 431  |

| 1875 | 1880 | 1885 | 1890 | 1895 | 1900 | 1905 | 1910 | 1921 |
| ---- | ---- | ---- | ---- | ---- | ---- | ---- | ---- | ---- |
| 470  | 429  | 408  | 373  | 374  | 360  | 362  | 397  | 287  |

| 1926 | 1931 | 1936 | 1946 | 1954 | 1962 | 1968 | 1975 | 1982 |
| ---- | ---- | ---- | ---- | ---- | ---- | ---- | ---- | ---- |
| 287  | 347  | 360  | 175  | 244  | 301  | 324  | 304  | 358  |

| 1990 | 1999 | 2006 | 2007 | 2012 | 2017 | 2022 | - | - |
| ---- | ---- | ---- | ---- | ---- | ---- | ---- | - | - |
| 350  | 407  | 456  | 463  | 541  | 554  | 532  | - | - |

## Culture locale et patrimoine

### Lieux et monuments

#### Édifices civils

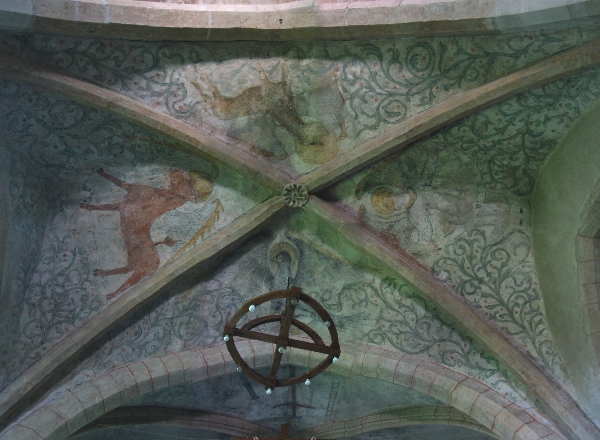
Fresques de l’église d’Arry.

- ancien château d'Arry, face à l'église, détruit pendant la Seconde Guerre mondiale ; reste de remarquables jardins en terrasse ainsi qu'un bassin monumental de style XVIIIe siècle inscrits au titre des monuments historiques par arrêté du 18 septembre 1996 puis classés par arrêté du 13 août 1998[24]  ;
- ferme fortifiée de Voisage : « marche d’estault » du XIIIe siècle ; au XVIIe siècle, poste aux chevaux ; au XVIIIe siècle, enceinte bastionnée.

#### Édifice religieux
- église Saint-Arnould, église fortifiée romane XIIIe siècle bâtie afin de remplacer la chapelle primitive détruite en 1201 lors d'un incendie. Le chœur gothique présente de magnifiques fresques. Seul édifice ancien sauvegardé, initialement construite en maison forte avec donjon, recouverte d'une toiture au XVIIe siècle ; deux nefs sous lambris (reconstituées en 1976) ; restauration 1974/1980. L'église Saint-Arnould est classée par arrêté du 9 juillet 1889[25].

### Personnalités liées à la commune
- Jean-Baptiste Jacquinot (1768-1845), militaire décédé dans la commune.
- Edmond Louyot (1861-1920), peintre né et décédé dans la commune.
- Albert de Seguin de Reyniès (1900-1944) héros de la résistance né à Arry

### Héraldique
| Blason | Blasonnement : Mi-parti d'azur à deux bars adossés d'or cantonnés de quatre croisettes recroisetées au pied fiché du même, le bar dextre engoulé d'un anneau d'or, et mi-parti de gueules à la croix d'argent. |

## Pour approfondir